# Hypaeus cucullatus
Hypaeus cucullatus là một loài nhện trong họ Salticidae.
Loài này thuộc chi Hypaeus. Hypaeus cucullatus được Eugène Simon miêu tả năm 1900.